# Автошлях E232
Автошлях E232 — автомобільний європейський автомобільний маршрут категорії Б, що проходить по території Нідерландів і з'єднує міста Амерсфорт і Гронінген.

## Маршрут
Весь шлях проходить через такі міста:
- - E30,  E231 Амерсфорт
  - E233 Хогевен
  - E33 Гронінген